# Szakłak pospolity

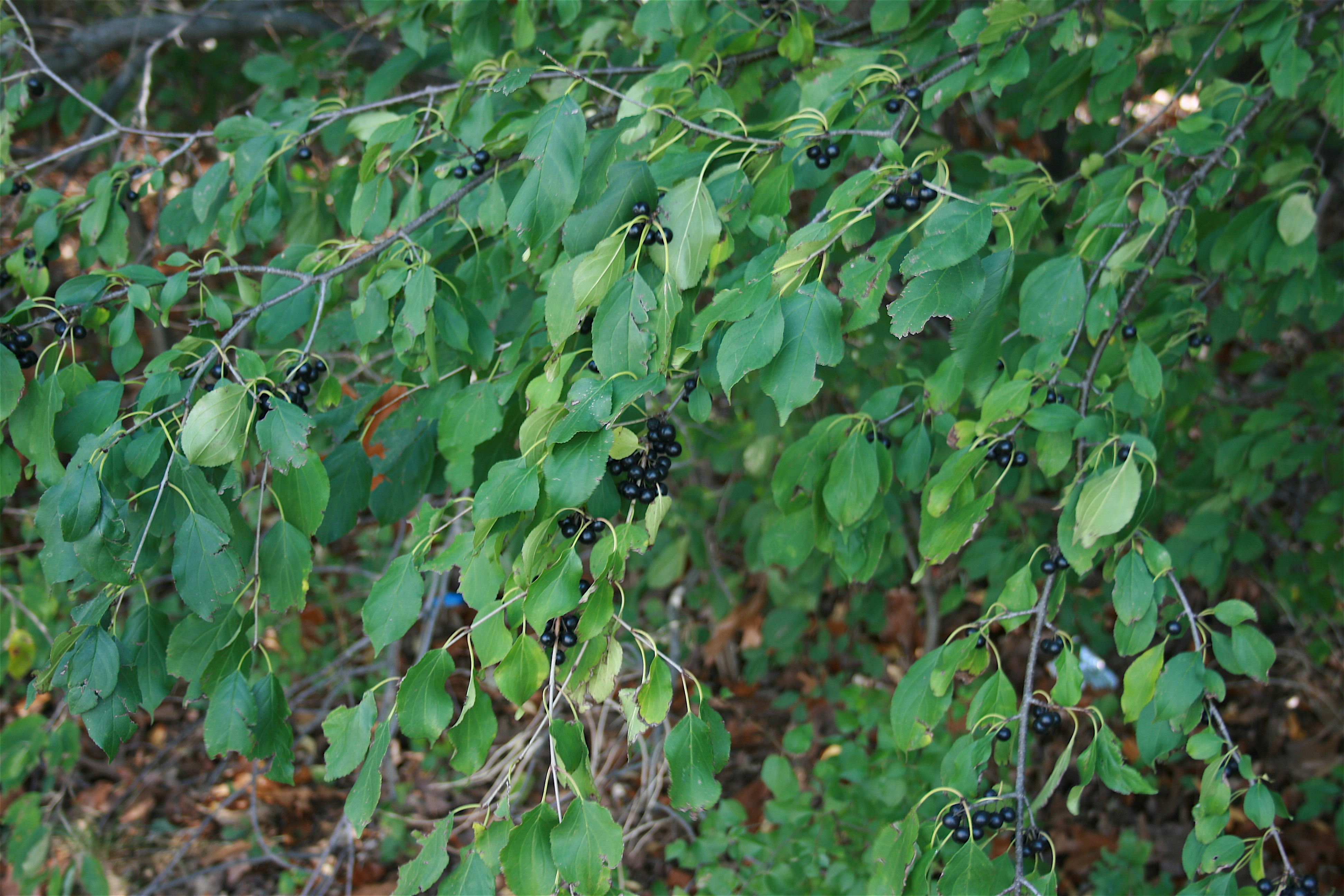

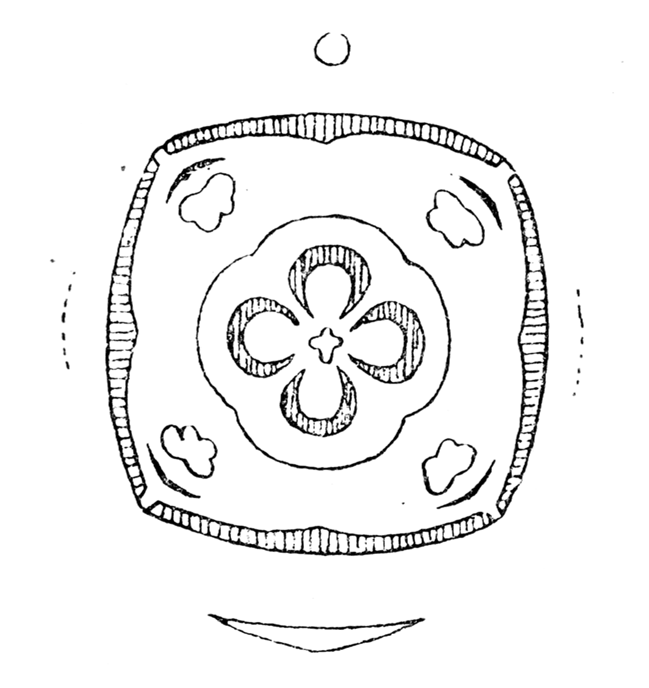
Narys kwiatowy

Szakłak pospolity Rhamnus cathartica L. – gatunek krzewu lub drzewa należący do rodziny szakłakowatych (Rhamnaceae). Występuje w Europie, Zachodniej Azji i Afryce Północnej. W Polsce jest pospolity na całym niżu, na pogórzu występuje rzadziej.

## Morfologia
ŁodygaOsiąga wysokość do 6 m. Ma gęste gałęzie z cierniami w rozgałęzieniach pędów, czym różni się od podobnego gatunku kruszyny pospolitej, nie posiadającej cierni.
LiścieEliptyczno-jajowate, zaostrzone, o długości 3–6 cm, przy szerokości 1,5–3 cm, z zaokrągloną podstawą, brzegiem równo piłkowane, delikatnie, krótko owłosione. Ogonki o długości ok. 1,5 cm, odstająco owłosione. Nerwy boczne mają zagięte ku szczytowi blaszki. Pączki wydłużone, spiczaste, przylegające do gałązek, brunatnoczerwone.
KwiatyDrobne i niepozorne, żółtawozielone, wyrastają w pęczkach z kątów liści. Są 4-krotne, przedprątne, rozdzielnopłciowe lub obupłciowe.
OwocKuliste, czarne pestkowce.

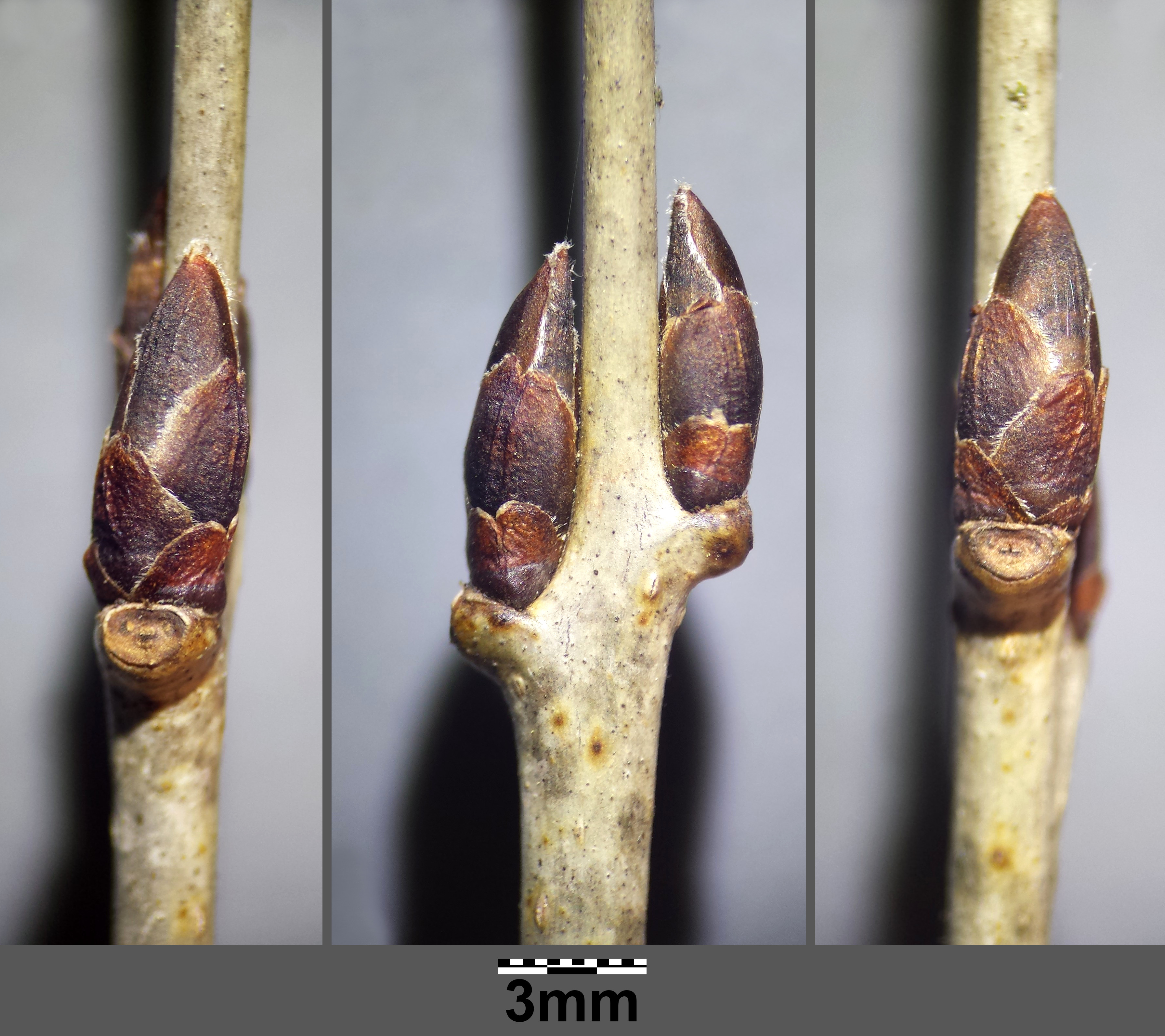
Pąki
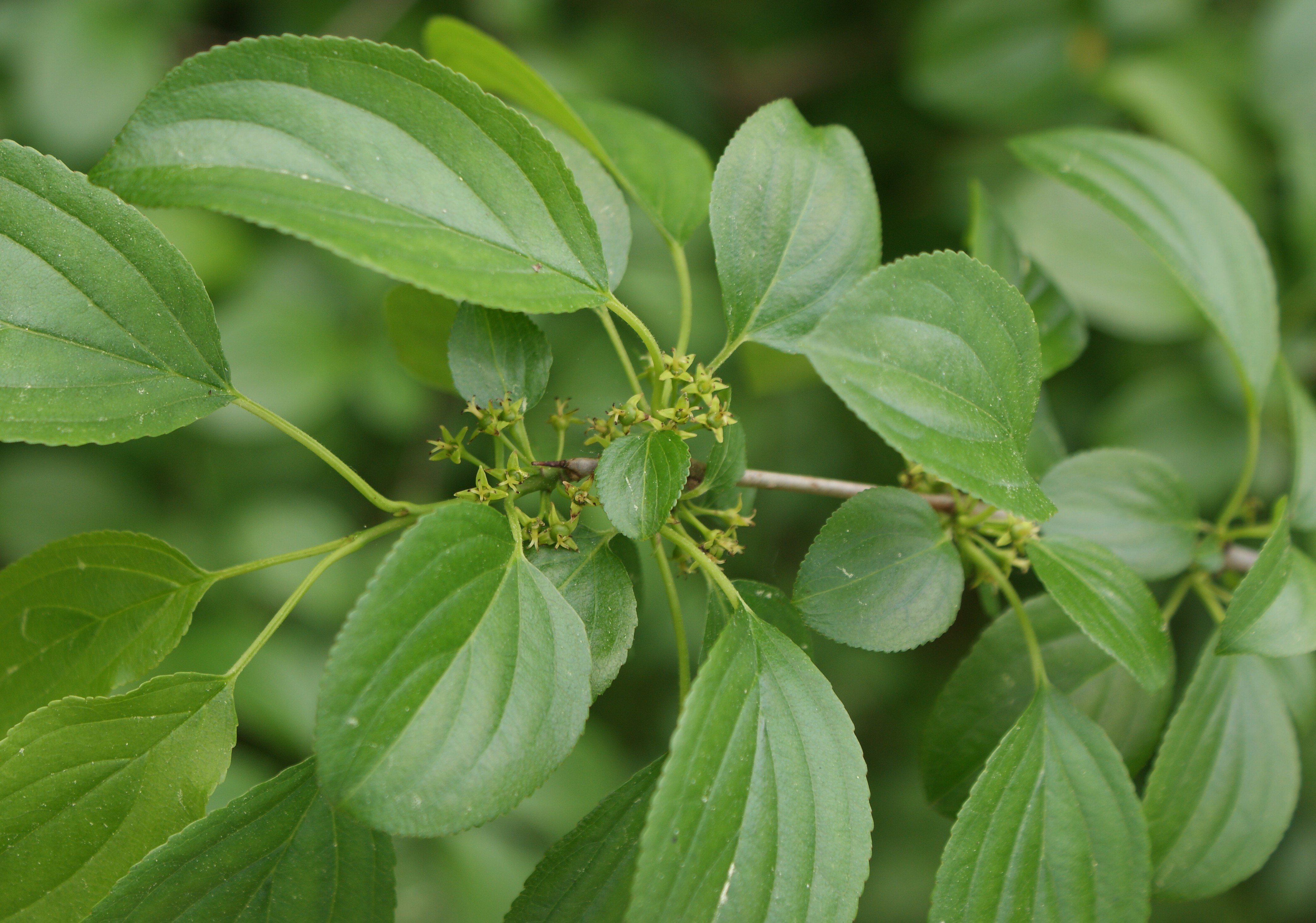
Liście i kwiaty
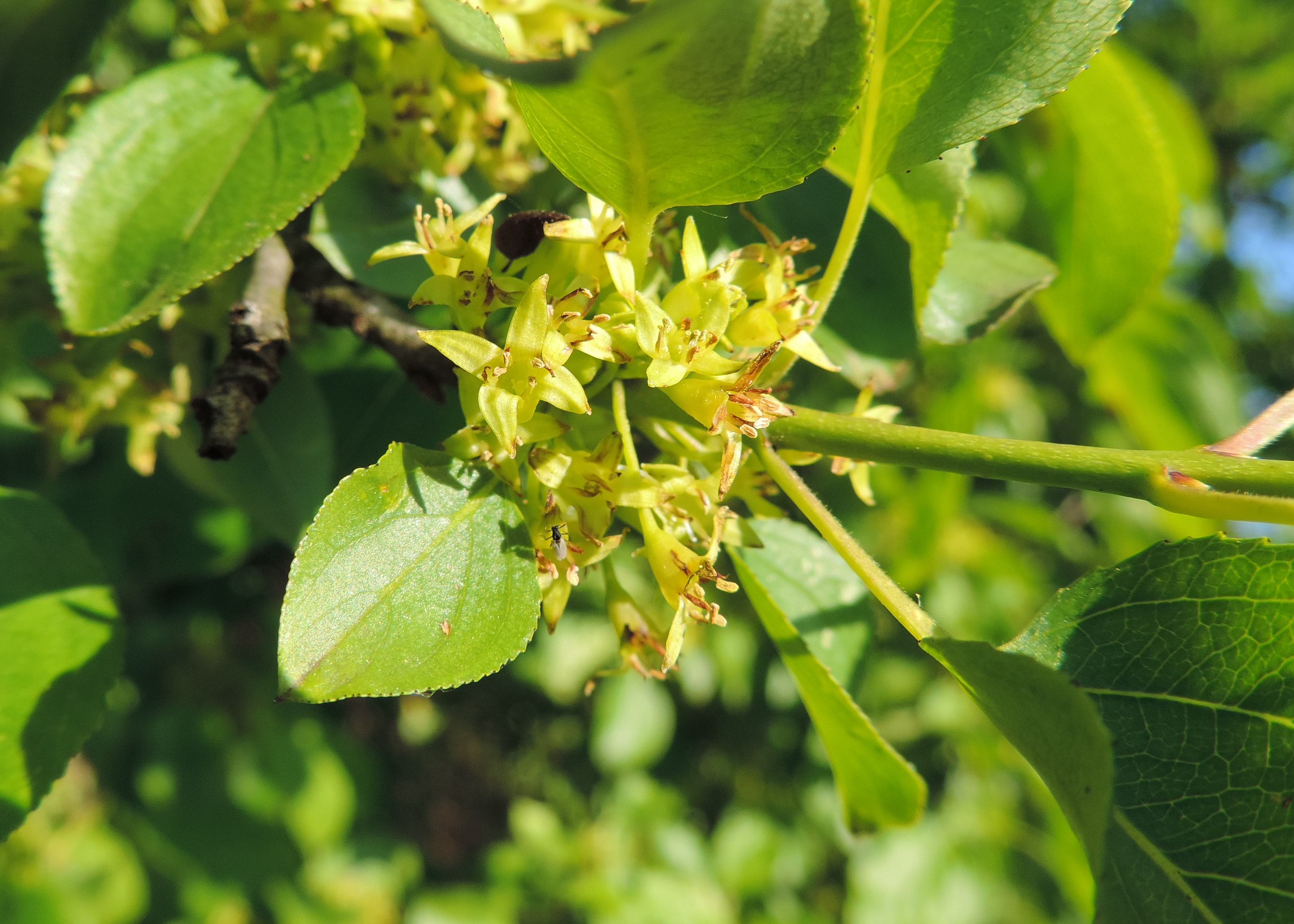
Kwiaty
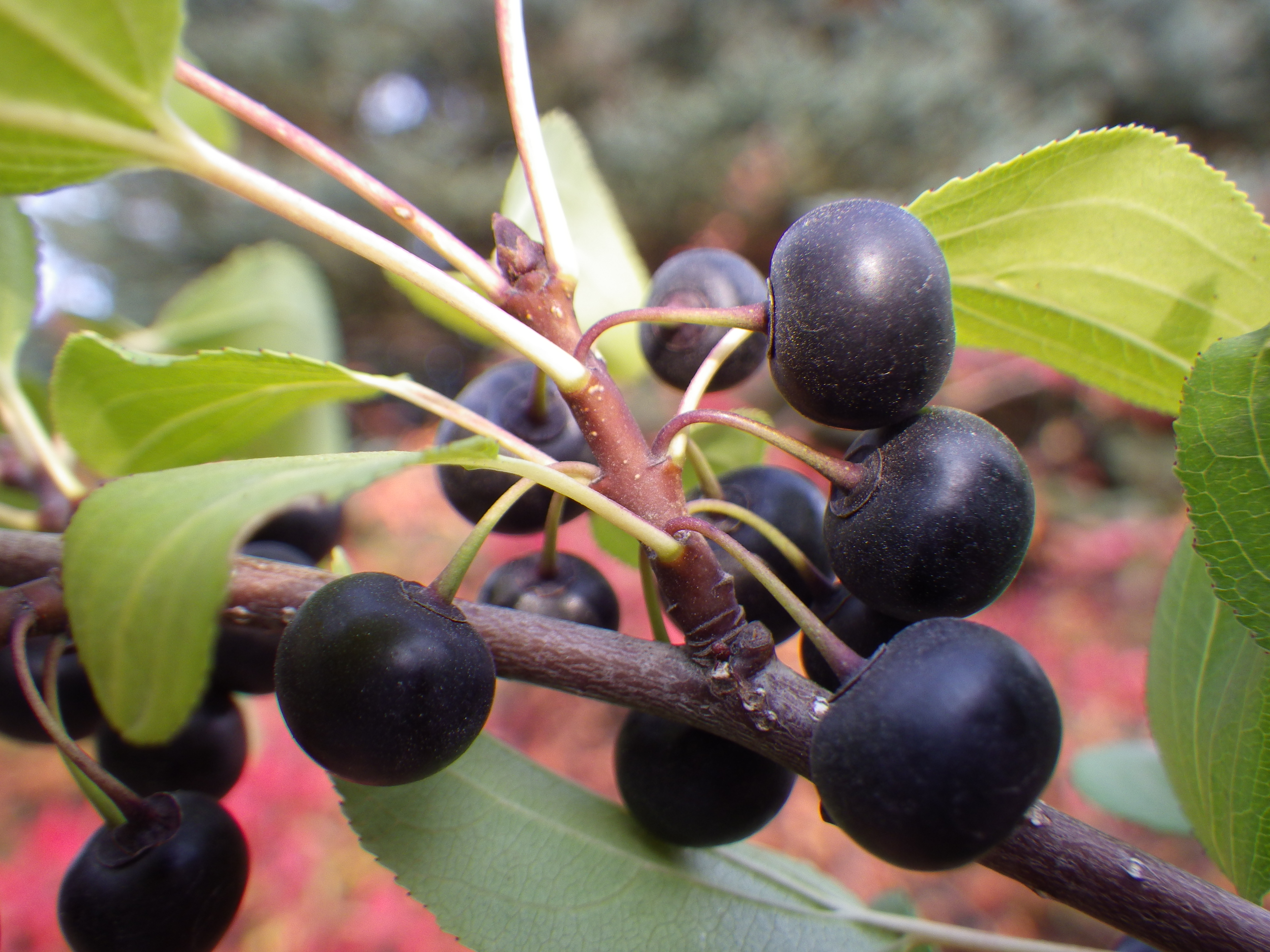
Owoce

## Biologia i ekologia
Siedlisko: widne zarośla, lasy, zbocza. Mało wymagający co do gleby. W klasyfikacji zbiorowisk roślinnych gatunek charakterystyczny dla klasy (Cl.) Rhamno-Prunetea, Ass. Rhamno-Cornetum sanguinei. Kwiaty są owadopylne, kwitną od maja do czerwca. Owoce dojrzewają we wrześniu, mają słodko-kwaśny smak i są trujące (szczególnie niedojrzałe).
Znaczenie dla zwierząt
Roślina dostarcza pokarmu 45 gatunkom owadów, w tym 6 gatunkom kózkowatych. Jest rośliną żywicielską larw motyli listkowca cytrynka oraz ogończyka tarninowca. Kwiaty szakłaka są odwiedzane przez pszczoły, muchówki, motyle. Owocami żywi się 19 gatunków ptaków, m.in. rudzik, gil zwyczajny i grubodziób zwyczajny, a korę, liście, pędy i owoce zjada 8 gatunków ssaków, m.in. koszatka leśna i kuna leśna.
Roślina trująca. Zawiera podobne składniki, jak kruszyna pospolita, ale w mniejszej ilości, jest też słabiej od niej trujący. Jednorazowa dawka 30 suszonych owoców (dla dorosłego człowieka) jest bezpieczna – wywołuje tylko biegunkę.

## Zastosowanie
- Roślina lecznicza:
  - Surowiec zielarski: owoce i kora (Cortex Rhamnus catharticae) zawierają glikozydy antrachinowe (m.in. frangulinę), flawonoidy, garbniki, saponiny.
  - Działanie: przeczyszczające i pobudzające perystaltykę jelit. Odwary z owoców lub suszone owoce stosowane są przy przewlekłych zaparciach. Preparaty z szakłaku ze względu na uboczne działanie (powoduje przekrwienie miednicy małej), nie mogą być stosowane po operacji, przy hemoroidach, w stanach zapalnych narządów jamy brzusznej, a także przez kobiety w ciąży i podczas miesiączki. Spożyte przez karmiącą matkę przechodzą do mleka działając przeczyszczająco na niemowlę.
  - Zbiór i suszenie: owoce i korę zbiera się jesienią i suszy w temperaturze 30-40 stopni Celsjusza.